# 赫里
赫里（德語：Höri）是瑞士联邦苏黎世州比拉赫区的市镇。该市镇面积为4.85平方千米，海拔高度412米，2018年12月31日人口数为2,842。

## 外部連結
- 赫里官方网站 （页面存档备份，存于） （德文）